# 19660 Danielsteck
19660 Danielsteck è un asteroide della fascia principale. Scoperto nel 1999, presenta un'orbita caratterizzata da un semiasse maggiore pari a 2,3254080 UA e da un'eccentricità di 0,1096798, inclinata di 7,32198° rispetto all'eclittica.